# 九條道家
九條道家，日本鎌倉時代前期公卿。生於建久4年6月28日（1193年7月28日），薨於建長4年2月21日（1252年4月1日），享年60歲。日本五攝家之一的九條家第3代當主，在位時為九條家的全盛時期。官位為從一位・攝政、關白、左大臣，被稱為光明峯寺關白，是太政大臣・九條良經的次子，自他的兒子們之後九條家又誕生了兩支五攝家分支－二條家（次子良實後代）、一條家（四子實經後代），且其第三子為鎌倉幕府4代將軍藤原賴經，外孫為四條天皇。全盛時期勢力家族成員遍布公家、武家、寺社，權勢極大。但後期因為與第3代鎌倉幕府執權北條泰時不和而失去權力。

## 生平

### 年幼時期
九條道家出生於日本的鎌倉時代（1185年－1333年）初期，其祖父是九條家的第1代當主太政大臣九條兼實，父親則是九條家第2代當主太政大臣九條良經，作為家中次男的他（他的兄長為著名詩僧：慶政上人，幼年因為乳母不慎，背骨摔傷一節，後出家於近江國天台宗寺，曾前往宋朝遊歷，並著有《漂到琉球國記》等書，並在《續古今和歌集》中有收錄其詩22首，回國後創建京都法華山寺）出生於日本古代最高貴的五攝家中前二攝家之中的九條家。出生高貴的他注定就會在當時日本的官場上一路平步青雲。而且道家還頗受祖父兼實的疼愛，對他多有照顧愛護。

### 官運亨通
建仁3年（1203年）2月13日，11歲的九條道家便元服，元服後按照五攝家的慣例被朝廷賜予官位正五位下，並被允許穿著禁色（赤、青、濃紫、濃緋、濃蘇芳等色，只有公卿才能使用的顏色，而「禁色敕許」即非公卿者可以穿著公卿服裝的特權）並在沒多久之後的3月2日擔任土御門天皇的侍從官職。並在同年7月8日轉任左近衛中將（唐名羽林將軍）。而後在很短的兩年時間裡，道家一路升官，歷任播磨介等官職，位階也不停晉升。
隨後在元久2年（1205年）1月9日，13歲的道家便官位升為從三位，位列日本朝堂的公卿之一，並且不只是位階尊貴，同年3月9日，道家轉任權中納言（唐名黃門侍郎），成為日本朝廷高層的議政官一員（太政官中的次官和長官），正式進入朝廷的決策層之中。並且在之後他的升官並沒有絲毫的停歇，仍以很快的速度上升。
到了承元2年（1208年）7月9日，16歲的道家便已經官至正二位權大納言（唐名亞相），兼任左近衛大將、左馬寮御監、橘氏長者等職，年紀輕輕的道家便已經成為當時日本朝廷的重臣。
隔年的承元3年（1209年），他讓他的姐姐九條立子與當時的天皇之弟，同時也是皇太弟的守成親王（也就是之後的順德天皇）成親，使自己具有了皇室的外戚身分，而具備這樣的身分，使得道家自身的榮進以及家族的繁榮得到的穩定且快速的發展。隨後歷任內大臣、右大臣等重要官職。
建保6年（1218年）12月2日，年僅26歲的道家便登上了律令制下的常設最高官職－左大臣（唐名左僕射、左丞相、太傅），成為當時日本朝堂上最有權力的幾人之一，並兼任姊姊與天皇所生的皇太子－懐成親王（也就是之後的仲恭天皇）的老師（東宮傅）。此外，除了與天皇家建立的外戚關係以外，他與妻子的父親，也就是時任正二位・大納言、東宮大夫的岳父西園寺公經之間關係也是愈加密切，並且被認為道家本身也得到了鎌倉幕府的支持。

### 鎌倉幕府的結盟
在道家升任左大臣的隔年，建保7年（1219年）1月27日，鎌倉幕府的第3代將軍源實朝（1192－1219）在參拜鶴岡八幡宮的途中，被兄長源賴家之子公曉所弒，當場被斬首橫死。而實朝本身並無後代，因此這便使得清和源氏世代將軍的地位宣告終結。因為源家絕後，因此鎌倉幕府當時的第2代執權北條義時及尼將軍北條政子本來計劃迎一位皇族親王來繼任將軍職位，但被後鳥羽上皇反對，故眾人改為擁戴道家的第三子，2歲的藤原賴經繼任為鎌倉4代將軍。（道家的妻子西園寺倫子是源賴朝同母妹坊門姬的外孫女，因此賴經是源賴朝的外曾孫）
另一方面，朝堂上道家的權勢也是日漸增強，因為原來在位的順德天皇為承久之亂作準備，因此在承久3年（1221年）4月20日讓位給自己年僅3歲的兒子懷成親王，是為仲恭天皇。而道家身為年幼天皇的外祖父，理所當然地坐上了攝政的位置。

### 承久之亂
承久3年（1221年）6月，後鳥羽上皇為打倒鎌倉幕府奪回權力，率領約莫2000餘武士進行武力討幕，與實際掌握幕府權力的北條家爆發戰爭，但北條家很快集結19萬兵力，在不到1個月的時間裡，幕府軍就打敗了朝廷軍，平定了此次叛亂，後鳥羽上皇、順德上皇被發配到隱岐島及佐渡島（土御門上皇並未參與討幕，本來不是被處分對象，但他卻自願隨父親後鳥羽上皇及弟順德上皇一同受流配之刑。）。承久3年（1221年）7月9日，本來與此事件無關的仲恭天皇也被父祖牽累，被北條家廢黜，後世長期被稱為九條廢帝、半帝或後廢帝，在位僅77日，是日本迄今在位時間最短的天皇。北條家隨後擁立後高倉院守貞親王之子茂仁親王為帝，是為後堀河天皇。道家也因為此事件而被罷免了攝政的官位。這是對他這一路以來順利人生的一次強力打擊。

### 恢復權勢
然而，這種失望和落魄並沒有持續多久，嘉祿元年（1225年）7月11日，北條家背後實際的掌權人－「尼將軍」北條政子過世。隨後在隔年的嘉祿2年（1226年），他那已經元服的第三子藤原賴經正式繼任為鎌倉幕府第4代征夷大將軍。又過了2年的安貞2年（1228年）12月24日道家被任命為關白殿下，再次恢復了權力。
隔年，寬喜元年（1229年）11月，道家讓自己21歲的長女九條竴子（之後的「藻璧門院」）入宮，成為後堀河天皇的從三位女御，而後又成為中宮。道家成功又構築了一次與皇家之間的親戚關係，再次成為了外戚，並且成為竴子所生下的秀仁親王，也就是之後即位的日本第87代天皇－四條天皇的外祖父。並以這個身分把持著朝廷的實權。
而就在四條天皇即位的前一年（1231年），道家把自己關白和藤氏長者的位置讓給長子九條教實，並且在之後又讓長子教實擔任年幼的四條天皇的攝政（1232年）。此時的道家便成為了朝廷的太閣（退位的攝政關白）。但因為兒子教實以25歲的年紀在文曆2年（1235年）3月28日英年早逝。因此道家再次擔任起年幼天皇的攝政。

### 九條家極盛
嘉禎4年（1238年）4月24日被賜予准三宮的榮譽，但道家堅持辭去這個榮譽，隔天道家便出家了，法名「行惠」，由於道家之前被稱作太閣，所以出家以後的道家被稱為禪閣，並以這個身分繼續治理朝政。此時他的子孫多人都是以朝廷公卿的身分參與政事，包括他16歲的第四子一條實經（正二位・權大納言、左近衛大將、左馬寮御監）。與此之外，他出家的兒子們也擔任各樞要的門跡寺院的門主、座主位置。再加上他的第三子，21歲的藤原賴經擔任著鎌倉幕府的4代將軍。同時控制著公家、武家、寺社三方的大權，這不僅是對於道家個人而言，而且對於九條家也是一個全盛的時期。然而這個時光並沒有持續太久。
仁治2年（1241年）12月13日，道家讓自己早逝的兒子九條教實的女兒，也就是他的孫女九條彦子入宮成為剛元服完不久的四條天皇女御，被稱為「宣仁門院」。開始建立下一代的外戚身分，以保持自己家族未來的地位。
但是在仁治三年（1242年），他沒有預料到的是，年僅12歲的四條天皇因為想要看宮女滑倒的滑稽模樣，所以在皇宮走廊地板撒了許多滑石粉。結果沒想到反令自己摔倒，不慎撞傷頭部。不久的1月9日，宣告不治而亡。這一事件也導致了道家權勢開始衰落了。

### 斜陽暮年
對於接替四條天皇的下一任天皇，道家推薦順德天皇的兒子第5皇子岩倉宮忠成王接任，但被北條家第3代執權北條泰時強硬地反對，這是因為其父順德天皇積極參與了承久之亂，所以北條家認為他的後代不配成為天皇，因此北條泰時力排眾議，決定由與承久之亂無關的土御門天皇的兒子，邦仁親王登基，是爲後嵯峨天皇。
隨後後嵯峨天皇與西園寺姞子成婚，西園寺家取代了九條家的外戚身分，兩個原本關係密切的家族之間也因為權力而逐漸惡化。而因為失去了與皇室之間的親戚關係，道家的外戚身分喪失以後，道家原本如日中天的權勢也迅速衰落。

## 世系
|                                     |                                     |                                     |                                     |                                     |                                     |                                   |                                   |                                   |                                   |                                   |                                   |                                 |                                 |                                 |                                 |                                 |                                 |  |  |                                 |                                 | 光明峯寺關白 九條道家 （1193-1252） | 光明峯寺關白 九條道家 （1193-1252） | 光明峯寺關白 九條道家 （1193-1252） | 光明峯寺關白 九條道家 （1193-1252） | 光明峯寺關白 九條道家 （1193-1252） | 光明峯寺關白 九條道家 （1193-1252） |                                   |                                   |                                   |                                   |                                   |                                   | 准三宮 西園寺掄子 （1192-1251） | 准三宮 西園寺掄子 （1192-1251） | 准三宮 西園寺掄子 （1192-1251） | 准三宮 西園寺掄子 （1192-1251） | 准三宮 西園寺掄子 （1192-1251） | 准三宮 西園寺掄子 （1192-1251） |  |  |  |  |                                     |                                     |                                     |                                     |                                     |                                     |  |  |                                   |                                   |                                   |                                   |                                   |                                   |  |  |  |  |  |  |  |  |
|                                     |                                     |                                     |                                     |                                     |                                     |                                   |                                   |                                   |                                   |                                   |                                   |                                 |                                 |                                 |                                 |                                 |                                 |  |  |                                 |                                 | 光明峯寺關白 九條道家 （1193-1252） | 光明峯寺關白 九條道家 （1193-1252） | 光明峯寺關白 九條道家 （1193-1252） | 光明峯寺關白 九條道家 （1193-1252） | 光明峯寺關白 九條道家 （1193-1252） | 光明峯寺關白 九條道家 （1193-1252） |                                   |                                   |                                   |                                   |                                   |                                   | 准三宮 西園寺掄子 （1192-1251） | 准三宮 西園寺掄子 （1192-1251） | 准三宮 西園寺掄子 （1192-1251） | 准三宮 西園寺掄子 （1192-1251） | 准三宮 西園寺掄子 （1192-1251） | 准三宮 西園寺掄子 （1192-1251） |  |  |  |  |                                     |                                     |                                     |                                     |                                     |                                     |  |  |                                   |                                   |                                   |                                   |                                   |                                   |  |  |  |  |  |  |  |  |
|                                     |                                     |                                     |                                     |                                     |                                     |                                   |                                   |                                   |                                   |                                   |                                   |                                 |                                 |                                 |                                 |                                 |                                 |  |  |                                 |                                 |                                     |                                     |                                     |                                     |                                     |                                     |                                   |                                   |                                   |                                   |                                   |                                   |                                 |                                 |                                 |                                 |                                 |                                 |  |  |  |  |                                     |                                     |                                     |                                     |                                     |                                     |  |  |                                   |                                   |                                   |                                   |                                   |                                   |  |  |  |  |  |  |  |  |
|                                     |                                     |                                     |                                     |                                     |                                     |                                   |                                   |                                   |                                   |                                   |                                   |                                 |                                 |                                 |                                 |                                 |                                 |  |  |                                 |                                 |                                     |                                     |                                     |                                     |                                     |                                     |                                   |                                   |                                   |                                   |                                   |                                   |                                 |                                 |                                 |                                 |                                 |                                 |  |  |  |  |                                     |                                     |                                     |                                     |                                     |                                     |  |  |                                   |                                   |                                   |                                   |                                   |                                   |  |  |  |  |  |  |  |  |
| 第86代天皇 後堀河天皇 （1212-1234） | 第86代天皇 後堀河天皇 （1212-1234） | 第86代天皇 後堀河天皇 （1212-1234） | 第86代天皇 後堀河天皇 （1212-1234） | 第86代天皇 後堀河天皇 （1212-1234） | 第86代天皇 後堀河天皇 （1212-1234） |                                   |                                   |                                   |                                   |                                   |                                   | 藻璧門院 九條竴子 （1209-1233） | 藻璧門院 九條竴子 （1209-1233） | 藻璧門院 九條竴子 （1209-1233） | 藻璧門院 九條竴子 （1209-1233） | 藻璧門院 九條竴子 （1209-1233） | 藻璧門院 九條竴子 （1209-1233） |  |  | 洞院攝政 九條教實 （1211-1235） | 洞院攝政 九條教實 （1211-1235） | 洞院攝政 九條教實 （1211-1235）     | 洞院攝政 九條教實 （1211-1235）     | 洞院攝政 九條教實 （1211-1235）     | 洞院攝政 九條教實 （1211-1235）     |                                     |                                     | 福光園關白 二條良實 （1216-1271） | 福光園關白 二條良實 （1216-1271） | 福光園關白 二條良實 （1216-1271） | 福光園關白 二條良實 （1216-1271） | 福光園關白 二條良實 （1216-1271） | 福光園關白 二條良實 （1216-1271） |                                 |                                 |                                 |                                 |                                 |                                 |  |  |  |  | 一代攝家將軍 藤原賴經 （1218-1256） | 一代攝家將軍 藤原賴經 （1218-1256） | 一代攝家將軍 藤原賴經 （1218-1256） | 一代攝家將軍 藤原賴經 （1218-1256） | 一代攝家將軍 藤原賴經 （1218-1256） | 一代攝家將軍 藤原賴經 （1218-1256） |  |  | 圓明寺關白 一條實經 （1223-1284） | 圓明寺關白 一條實經 （1223-1284） | 圓明寺關白 一條實經 （1223-1284） | 圓明寺關白 一條實經 （1223-1284） | 圓明寺關白 一條實經 （1223-1284） | 圓明寺關白 一條實經 （1223-1284） |  |  |  |  |  |  |  |  |
| 第86代天皇 後堀河天皇 （1212-1234） | 第86代天皇 後堀河天皇 （1212-1234） | 第86代天皇 後堀河天皇 （1212-1234） | 第86代天皇 後堀河天皇 （1212-1234） | 第86代天皇 後堀河天皇 （1212-1234） | 第86代天皇 後堀河天皇 （1212-1234） |                                   |                                   |                                   |                                   |                                   |                                   | 藻璧門院 九條竴子 （1209-1233） | 藻璧門院 九條竴子 （1209-1233） | 藻璧門院 九條竴子 （1209-1233） | 藻璧門院 九條竴子 （1209-1233） | 藻璧門院 九條竴子 （1209-1233） | 藻璧門院 九條竴子 （1209-1233） |  |  | 洞院攝政 九條教實 （1211-1235） | 洞院攝政 九條教實 （1211-1235） | 洞院攝政 九條教實 （1211-1235）     | 洞院攝政 九條教實 （1211-1235）     | 洞院攝政 九條教實 （1211-1235）     | 洞院攝政 九條教實 （1211-1235）     |                                     |                                     | 福光園關白 二條良實 （1216-1271） | 福光園關白 二條良實 （1216-1271） | 福光園關白 二條良實 （1216-1271） | 福光園關白 二條良實 （1216-1271） | 福光園關白 二條良實 （1216-1271） | 福光園關白 二條良實 （1216-1271） |                                 |                                 |                                 |                                 |                                 |                                 |  |  |  |  | 一代攝家將軍 藤原賴經 （1218-1256） | 一代攝家將軍 藤原賴經 （1218-1256） | 一代攝家將軍 藤原賴經 （1218-1256） | 一代攝家將軍 藤原賴經 （1218-1256） | 一代攝家將軍 藤原賴經 （1218-1256） | 一代攝家將軍 藤原賴經 （1218-1256） |  |  | 圓明寺關白 一條實經 （1223-1284） | 圓明寺關白 一條實經 （1223-1284） | 圓明寺關白 一條實經 （1223-1284） | 圓明寺關白 一條實經 （1223-1284） | 圓明寺關白 一條實經 （1223-1284） | 圓明寺關白 一條實經 （1223-1284） |  |  |  |  |  |  |  |  |
|                                     |                                     |                                     |                                     |                                     |                                     |                                   |                                   |                                   |                                   |                                   |                                   |                                 |                                 |                                 |                                 |                                 |                                 |  |  |                                 |                                 |                                     |                                     |                                     |                                     |                                     |                                     |                                   |                                   |                                   |                                   |                                   |                                   |                                 |                                 |                                 |                                 |                                 |                                 |  |  |  |  |                                     |                                     |                                     |                                     |                                     |                                     |  |  |                                   |                                   |                                   |                                   |                                   |                                   |  |  |  |  |  |  |  |  |
|                                     |                                     |                                     |                                     |                                     |                                     | 第87代天皇 四條天皇 （1231-1242） | 第87代天皇 四條天皇 （1231-1242） | 第87代天皇 四條天皇 （1231-1242） | 第87代天皇 四條天皇 （1231-1242） | 第87代天皇 四條天皇 （1231-1242） | 第87代天皇 四條天皇 （1231-1242） |                                 |                                 |                                 |                                 |                                 |                                 |  |  | 九條家                          | 九條家                          | 九條家                              | 九條家                              | 九條家                              | 九條家                              |                                     |                                     | 二條家                            | 二條家                            | 二條家                            | 二條家                            | 二條家                            | 二條家                            |                                 |                                 |                                 |                                 |                                 |                                 |  |  |  |  | 二代攝家將軍 藤原賴嗣 （1239-1256） | 二代攝家將軍 藤原賴嗣 （1239-1256） | 二代攝家將軍 藤原賴嗣 （1239-1256） | 二代攝家將軍 藤原賴嗣 （1239-1256） | 二代攝家將軍 藤原賴嗣 （1239-1256） | 二代攝家將軍 藤原賴嗣 （1239-1256） |  |  | 一條家                            | 一條家                            | 一條家                            | 一條家                            | 一條家                            | 一條家                            |  |  |  |  |  |  |  |  |

## 家庭
- 父：九條良經
- 母：一條能保之女 - 源賴朝之姪
- 正室：西園寺掄子 - 西園寺公經之女
  - 男子：九條教實（1211-1235）
  - 男子：二條良實（1216-1271）
  - 男子：藤原賴經（1218-1256） - 鎌倉幕府4代將軍
  - 男子：一條實經（1223-1284）
  - 男子：圓實（?-1272） - 大乘院院主、信圓和實尊的弟子
  - 男子：慈源（?-1255） - 天台座主第77、79世
  - 男子：法助（1227-1284）
  - 女子：九條竴子（1209-1233） - 後堀河天皇中宮、四条天皇之母
  - 女子：九条仁子 - 近衛兼經正室、近衛基平母、從一位
  - 女子：九条佺子 - 四条天皇尚侍、從二位
- 妻：源有雅之女
  - 男子：深忠（1233-1268） - 聖護院14代門跡
- 妻：源重房之女
  - 男子：慈實（1238?-1300?） - 青蓮院11代門主
- 生母不明的子女
  - 男子：行昭（1231?-1303）
  - 男子：道智
  - 男子：勝信（1236?-1287）
  - 男子：道意